# Chiesa di Sant'Agnese (Treviso)
La chiesa di Sant'Agnese e dei Santi Quaranta è un luogo di culto cattolico di Treviso.

## Storia
Le notizie di una chiesa dedicata a sant'Agnese risalgono almeno al 1268, e la collocano in una posizione attigua a quella dell'attuale edificio. Nel 1529, con decreto di papa Leone X, il complesso, comprendente anche il convento attiguo, dove ora trova posto l'Istituto Fabio Besta, venne affidato alla congregazione dei Canonici Regolari della Congregazione del Santissimo Salvatore Lateranense, a seguito della distruzione del loro antico convento posto fuori le mura, a San Giuseppe, distrutto nel 1518 dalle truppe della Lega di Cambrai.
L'edificio, dedicato allora, come il primitivo convento di San Giuseppe, ai Santi Quaranta, fu eretto nel 1613 su disegno dell'architetto Andrea Pagnossin, in puro stile neoclassico. Nel secolo successivo, con l'abbandono della città da parte dei Canonici Lateranensi, il complesso venne incamerato dal potente Capitolo della Cattedrale, che decise, nel 1778, di demolire l'antico tempio medievale di Sant'Agnese, trasferendone il titolo all'attuale chiesa.
La chiesa divenne parrocchiale nell'800. La parrocchia di Sant'Agnese oggi comprende anche il convento dei padri Carmelitani Scalzi, con la relativa Chiesa di San Giovanni della Croce, risalente al XIX secolo e progettata in stile rinascimentale da Giuseppe Segusini, nonché la cappella dell'Area "Appiani", progettata da Mario Botta nel primo decennio del XXI secolo.

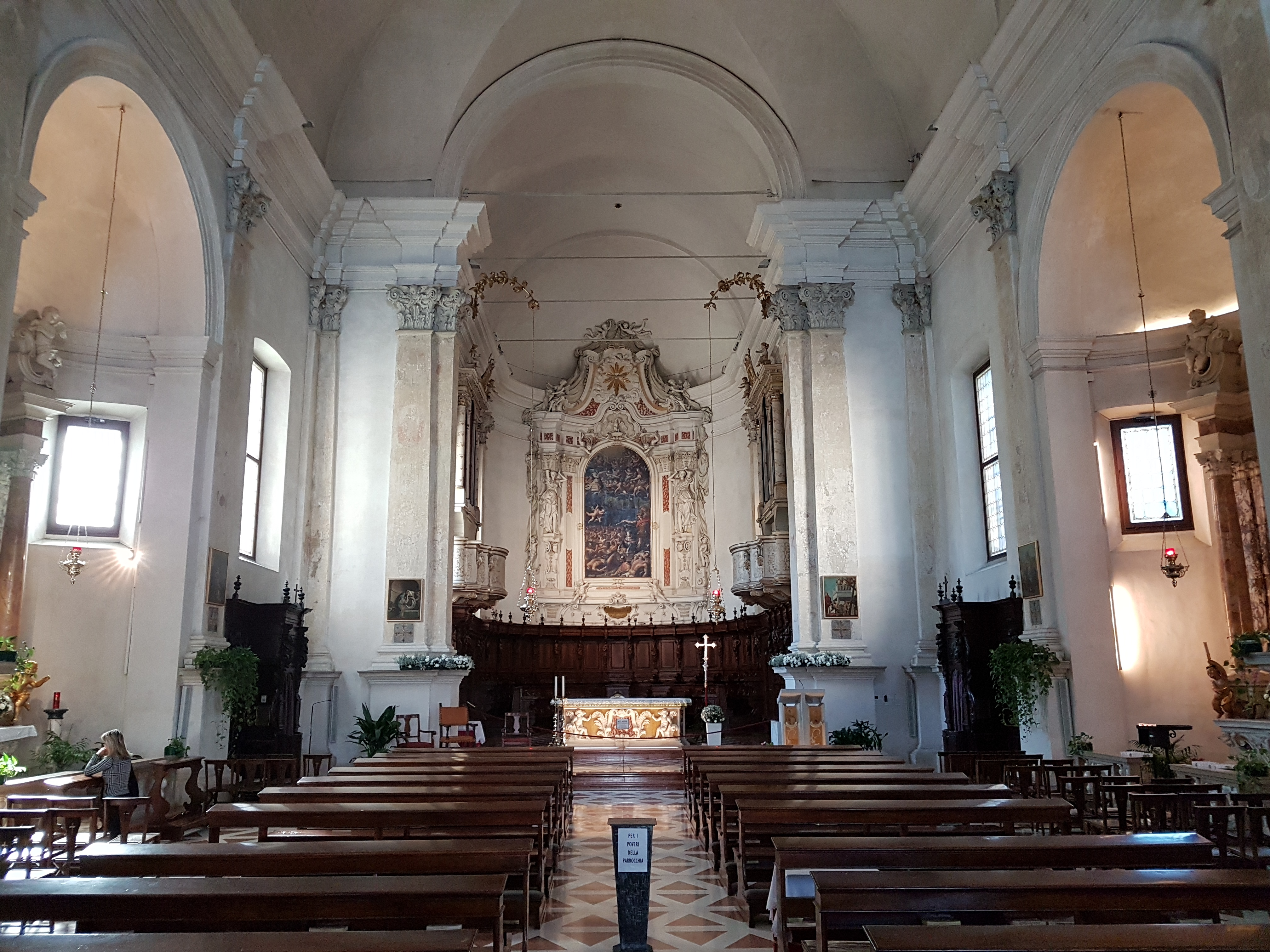
Veduta dell'interno della chiesa.

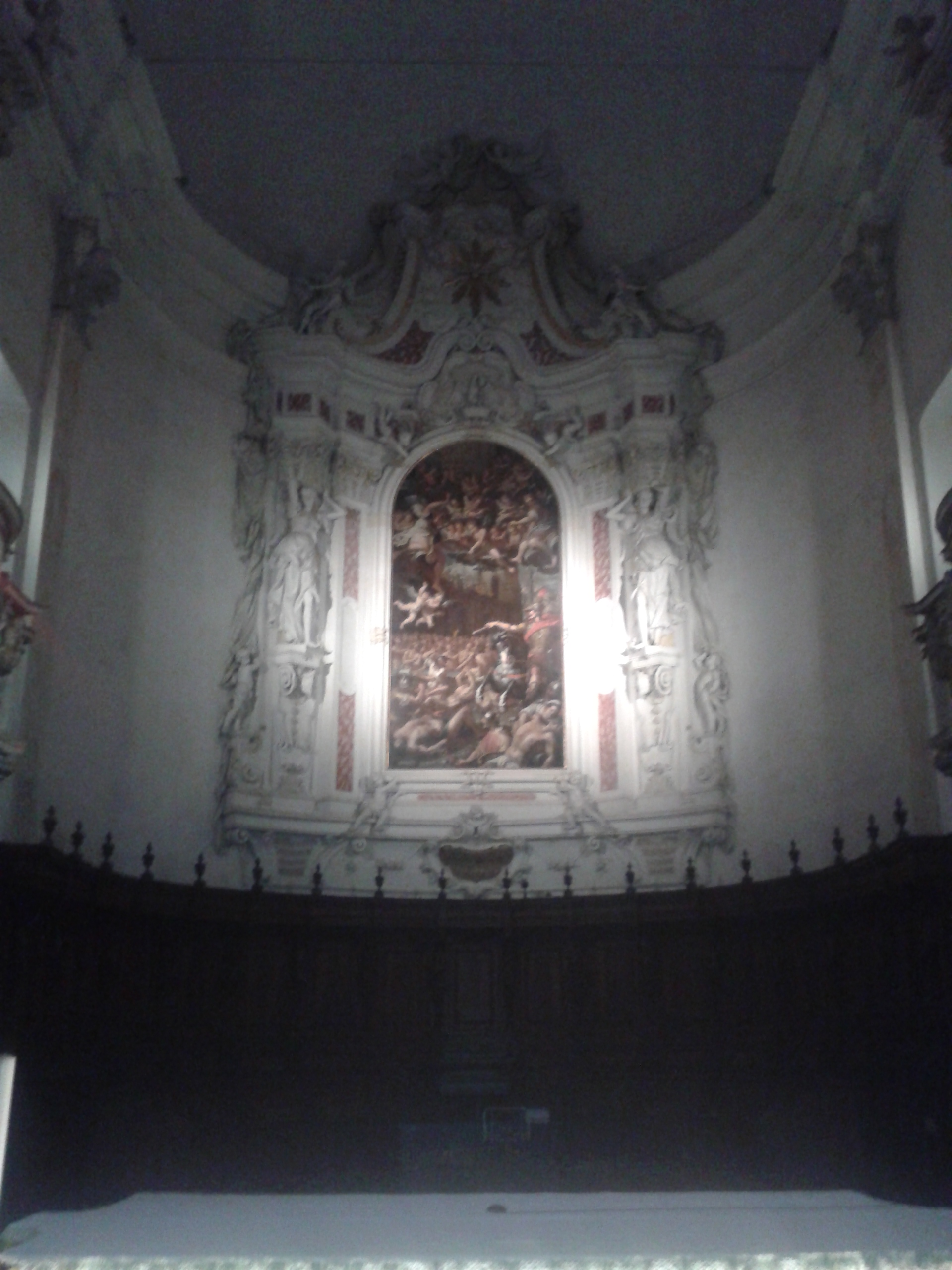
Pala dei Santi Quaranta.

## Descrizione

### Esterno
Il timpano triangolare è sorretto da quattro lesene d'ordine corinzio. Nella sommità, la statua del Redentore al centro con le statue di San Giovanni Battista a sinistra e San Giovanni evangelista a destra con la penna in mano e il libro sotto il braccio e sotto l'aquila distintiva.  Al centro, sotto la trabeazione, un elegante ovale dà movimento alla facciata, rotta anche da due finestre rettangolari.

### Interno

#### Altar maggiore
Ampio ed elegante, presenta sul fondo la grande pala di Ottavio Cocchi che rappresenta Il martirio dei Santi Quaranta, arricchita nel 1729 da una fastosa cornice in stucco. Sempre nel fondo, troneggia lo splendido coro ligneo, settecentesco, realizzato da intagliatori locali, appena nascosto dall'elegante altare della celebrazione. Ai lati, due cantorie gemelle, delle quali quella in cornu epistulae ospita i corpi sonori dell'organo.

#### Navata
La navata è a pianta rettangolare e di ordine dorico, è ampia, luminosa e decorata con eleganti stucchi settecenteschi. Ospita quattro altari laterali, ricchi di sculture e marmi policromi. Per quanto riguarda le pale, il primo altare a destra ospita il Martirio di Sant'Agnese di Giovanni Antonio De Pieri, detto lo "Zoppo"; il secondo, presenta una Madonna con bambino, dipinto dal contemporaneo Giulio Erler; sugli altari di sinistra troviamo, a partire dall'altare maggiore, un novecentesco Redentore nell'atto di benedire, mentre nell'altro altare di sinistra Sant'Ubaldo che libera una donna indemoniata di Francesco Maggiotto.

### Organo a canne
Nella chiesa, in una fastosa cantoria barocca ai lati del presbiterio, si trova l'organo a canne Zanin costruito nel 2014 con parziale riutilizzo del materiale fonico del precedente strumento, Tamburini opus 51 del 1911, a sua volta comprendente materiale del De Lorenzi. Nella cantoria gemella, inaccessibile, è posta una mostra di canne mute.
Lo strumento ha due tastiere e pedaliera, con un totale di 27 registri e 1564 canne. Trasmissione meccanica per tastiere e pedale, elettrica per i comandi dei registri.